# Мајк Џејмс
Мајкл Пери Џејмс (енгл. Michael Perry James; Портланд, 18. август 1990) амерички је кошаркаш. Игра на позицијама плејмејкера и бека, а тренутно наступа за Монако.

## Каријера
Џејмс је провео две сезоне на колеџу Источна Аризона (2008–2010), након чега је одиграо још две сезоне за универзитет Ламар (2010–2012). У првој сезони на Ламару је бележио 12,5 поена, 2,3 скока и 1,8 асистенција док је у другој био на нешто већим бројкама од 17 поена, 3 скока и 2 асистенције. Успео је срушити рекорд универзитета стар 30 година када је у сезони 2010/11. постигао 52 поена против Луизијана колеџа.
Након што није одабран на НБА драфту 2012. године професионалну каријеру почиње у Европи. Августа 2012. потписује једногодишњи уговор са Загребом. Загреб је у тој сезони играо само у хрватској А-1 лиги, а Џејмс је одиграо само девет утакмица у првенству пре него што је напустио клуб у децембру 2012. У фебруару 2013. потписује за израелски Хапоел Галил Елјон где проводи остатак сезоне 2012/13. Сезону 2013/14. проводи у италијанском друголигашу Фулгор Омегни где је просечно бележио 22 поена по мечу.
У августу 2014. године потписује једногодишњи уговор са грчким прволигашем Колососом са Родоса. Ту је кренуо сјајно и био је најбољи стрелац шампионата Грчке да би у децембру 2014. прешао у шпанског евролигаша Саски Басконију. На 16 одиграних утакмица у Евролиги 2014/15. просечно је бележио 11 поена, два скока и асистенције за 19 минута на терену. Након што је лето 2015. провео играјући НБА летњу лигу у јулу 2015. је потписао нови уговор са Басконијом. У Евролиги 2015/16. је са Басконијом стигао до фајнал фора а просечно је бележио 10 поена по мечу.
Почетком јула 2016. године је потписао једногодишњи уговор са грчким Панатинаикосом. Током лигашког дела сезоне у Евролиги 2016/17. Џејмс је пропустио осам утакмица због повреде, али је у остала 22 меча био главни играч екипе. Просечно је убацивао 13 поена (највише у екипи), а уз то је имао и три асистенције по мечу. У топ8 фази Евролиге елиминисао их је будући шампион Фенербахче, а Џејмс је у три меча бележио просечно 14,7 поена. У домаћим такмичењима освојили су грчки шампионат и тако скинули са трона Олимпијакос, који је титулу освајао 2015. и 2016. године, док су победили и у купу, па су тако стигли до дупле круне.
У јулу 2017. је играо НБА летњу лигу са Финикс сансима. Џејмс је предводио Сансе у летњој лиги, бележио је преко 20 поена и пет асистенција по мечу па је клуб одлучио да му понуди двосмерни уговор. То је нова врста уговора која је почела да се користи од сезоне 2017/18. По том уговору играч је регистрован као кошаркаш развојног тима (у овом случају Нортерн Аризона санси) с тим што по потреби може да заигра и за први тим. Играч са овом врстом уговора, у првом тиму НБА клуба може да проведе максимално 45 дана. Уколико се пробије овај рок, кошаркаш потписује званичан уговор или постаје слободан играч. Џејмс није ни играо у развојној лиги већ је све време двосмерног уговора провео у екипи Финикс санса где је пружао врло добре партије па је 7. децембра 2017. клуб одлучио да му понуди регуларан НБА уговор. Тако је Џејмс постао први играч у историји НБА којем је двосмерни уговор конвертован у званичан. Ипак само 16 дана касније, 23. децембра, Финикс је одлучио да отпусти Џејмса. На 32 меча одиграна за Финикс бележио је просечно 10,4 поена уз 3,8 скокова и 2,8 асистенција.
У јануару 2018. потписао је нови двосмерни уговор, овога пута са Њу Орлеанс пеликансима. Ипак за овај клуб је одиграо само четири утакмице пре него што је отпуштен након чега се 13. фебруара 2018. вратио у Европу и потписао уговор са својим бившим клубом Панатинаикосом. У дресу грчког великана се задржао до краја сезоне 2017/18. У Евролиги је просечно бележио 16 поена по мечу и стигао до четвртфинала где је ПАО елиминисан од мадридског Реала. Касније је предводио Панатинаикос до титуле у првенству Грчке.
У јулу 2018. је потписао уговор са Олимпијом из Милана. Био је најбољи стрелац Евролиге у сезони 2018/19. Џејмс је током 30 мечева у Евролиги давао 19,8 поена у просеку и био је стартер на свих 30 утакмица Олимпије из Милана у овој сезони. У просеку је давао пет поена више од другопласираног. Са најтрофејнијим италијанским клубом је успео да освоји само Суперкуп Италије, док је у Серији А клуб елиминисан у полуфиналу плејофа од Динамо Сасарија. У јулу 2019. нови тренер екипе из Милана Еторе Месина је обавестио Џејмса да не рачуна на њега, након чега је дошло до раскида сарадње.
У августу 2019. је потписао једногодишњи уговор са екипом ЦСКА из Москве.

## Успеси

### Клупски
- Панатинаикос:
  - Првенство Грчке (2): 2016/17, 2017/18.
  - Куп Грчке (1): 2017.
- Олимпија Милано:
  - Суперкуп Италије (1): 2018.
- Монако:
  - Првенство Француске (2): 2022/23, 2023/24.
  - Куп Француске (1): 2023.

### Појединачни
- Најкориснији играч Евролиге (1): 2023/24.
- Најбољи стрелац Евролиге (1): 2018/19.
- Идеални тим Евролиге — прва постава (2): 2021/22, 2023/24.
- Идеални тим Евролиге — друга постава (3): 2018/19, 2022/23, 2024/25.